# 线叶山土瓜
线叶山土瓜（学名：Merremia hungaiensis var. linifolia）是旋花科鱼黄草属山土瓜的变种。分布于中国大陆的四川、云南等地，生长于海拔1,200米至2,525米的地区，多生长于路边以及灌丛，目前尚未由人工引种栽培。